# Terry Enweonwu
Terry Ruth Nkemdilim Enweonwu (Padova, 12 maggio 2000) è una pallavolista italiana, schiacciatrice e opposto del Budowlani Łódź.

## Carriera

### Club
Nata in Italia da genitori di origine nigeriana, Terry Enweonwu, cugina della pallavolista Paola Egonu, inizia la propria carriera nella stagione 2015-16 in Serie C con l'Energy Parma.
Nella stagione 2016-17 entra a far parte del progetto federale del Club Italia, in Serie A1: con lo stesso club milita poi in Serie A2 nella stagione 2017-18 e poi nuovamente in Serie A1 nella stagione 2018-19. Nella stagione 2019-20 passa all'Imoco di Conegliano, con cui si aggiudica la Supercoppa italiana, il campionato mondiale per club e la Coppa Italia. Per il campionato 2020-21 si accasa al San Casciano, dove milita per un biennio, prima di trasferirsi, per la stagione 2023-24, alla Cuneo Granda, sempre in Serie A1.
Nell'annata 2024-25 firma per il club polacco del Budowlani Łódź, nella Liga Siatkówki Kobiet.

### Nazionale
Milita nelle nazionali giovanili italiane e con quella under 18, nel 2017, vince la medaglia d'argento al campionato europeo, venendo premiata come MVP, e quella d'oro al campionato mondiale, insignita del premio come miglior opposto. Nel 2019 mette al collo la medaglia d'argento al campionato mondiale con la nazionale under 20.
Ottiene le prime convocazioni nella nazionale maggiore nel 2019, con cui, nello stesso anno, si aggiudica la medaglia di bronzo al campionato europeo. Nel 2022 conquista la medaglia d'oro ai XIX Giochi del Mediterraneo.

## Palmarès

### Club
- Coppa Italia: 1

2019-20
- Supercoppa italiana: 1

2019
- Campionato mondiale per club: 1

2019

### Nazionale (competizioni minori)
- Campionato europeo under 18 2017
- Campionato mondiale under 18 2017
- Campionato mondiale under 20 2019
- Giochi del Mediterraneo 2022

### Premi individuali
- 2017 - Campionato europeo under 18: Miglior opposto
- 2017 - Campionato europeo under 18: MVP
- 2017 - Campionato mondiale under 18: Miglior opposto
- 2019 - Campionato mondiale under 20: Miglior opposto